# FC Edineț
FC Edineț este un club de fotbal din Edineț, Republica Moldova. În prezent echipa evoluează în Divizia "A".

## Lotul actual
La 9 septembrie 2012
| Nr. |                   | Poziție | Jucător           |
| --- | ----------------- | ------- | ----------------- |
| 1   | Republica Moldova | P       | Andrei Beșleaga   |
| 2   | Republica Moldova | F       | Alexandr Trofimov |
| 3   | Republica Moldova | F       | Victor Berco      |
| 4   | Republica Moldova | F       | Dorin Neamtu      |
| 5   | Republica Moldova | M       | Denis Balan       |
| 6   | Republica Moldova | M       | Andrei Trinca     |
| 7   | Republica Moldova | M       | Alexandr Zui      |
| 8   | Republica Moldova | M       | Vadim Caminschii  |
| 9   | Republica Moldova | M       | Alexandru Colenco |

| Nr. |                   | Poziție | Jucător          |
| --- | ----------------- | ------- | ---------------- |
| 10  | Republica Moldova | A       | Mihai Grosu      |
| 12  | Republica Moldova | A       | Moistruc Vadim   |
| 13  | Republica Moldova | A       | Piotr Orlovschi  |
| 14  | Republica Moldova | M       | Iurie Lambarschi |
| 15  | Republica Moldova | M       | Anatolie Sandu   |
| 17  | Republica Moldova | A       | Andrei Rață      |
| 18  | Republica Moldova | A       | Cristin Gâncescu |
| 19  | Republica Moldova | A       | Andrei Cara      |
| 20  | Republica Moldova | P       | Ion Pascari      |

## Palmares
- Divizia "B" Nord

Locul 2: 2011-12